# Albertus Bruins Slot
Albertus Bruins Slot (Hoogeveen, 4 augustus 1865 – Rotterdam, 27 augustus 1930) was een Nederlandse politicus.

## Familie
Bruins Slot werd geboren in Drenthe als zoon van Jan Warners Bruins Slot, vervener en wethouder, en Alberdina ten Cate. Hij trouwde in 1896 met Antje Hoogeboom. Zij kregen drie kinderen, waaronder politicus Sieuwert Bruins Slot.

## Loopbaan

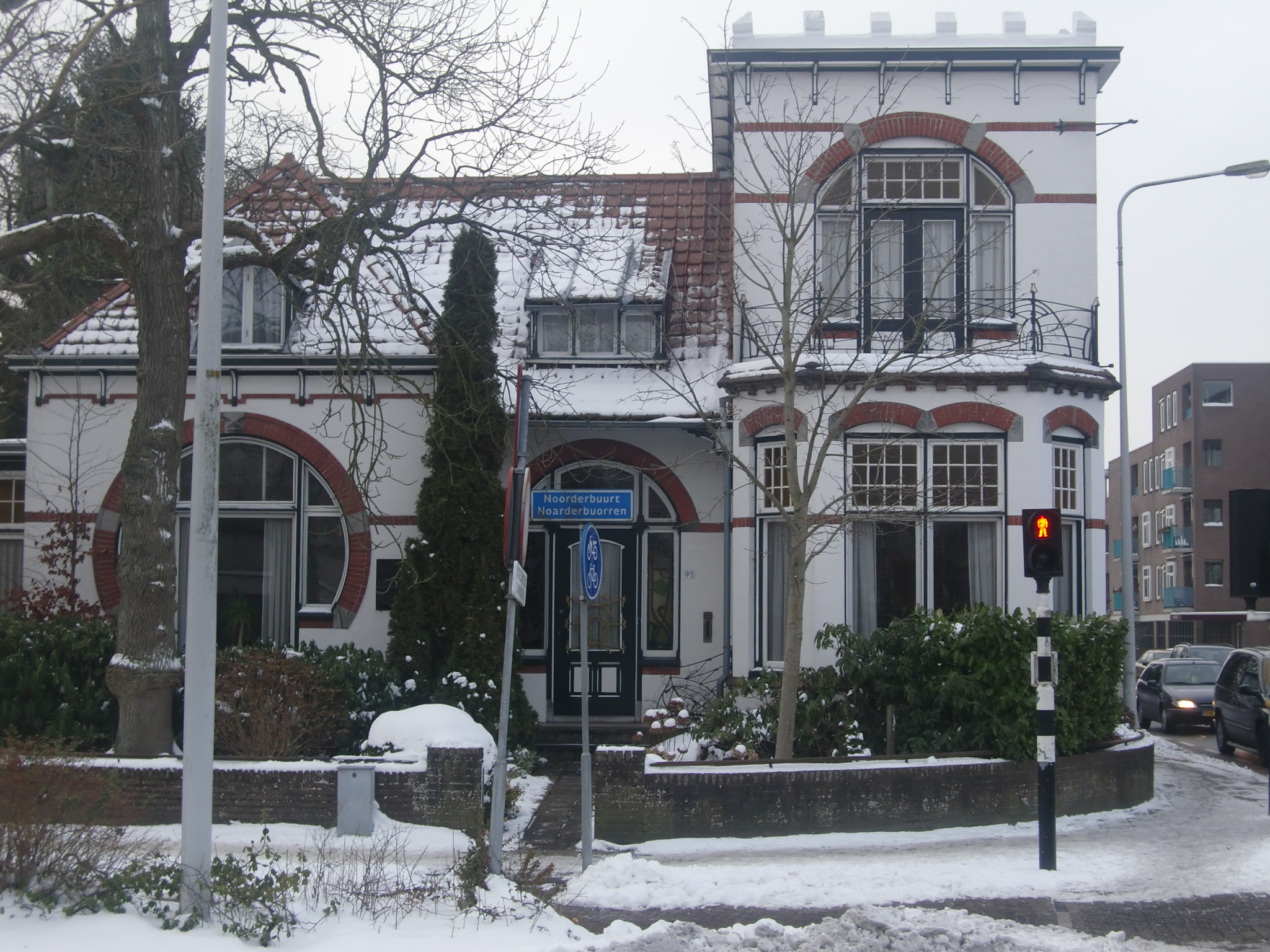
Burgemeesterswoning Noorderbuurt 95 in Drachten

Bruins Slot begon zijn ambtelijke carrière op het gemeentesectretariaat van Kollum, bij zijn schoonvader Hoogeboom. Hij werd na een aantal jaren burgemeester van Schiermonnikoog (1896-1901). Hij werd op 24 december 1901 geïnstalleerd als burgemeester van Smallingerland (1901-1930). Vanaf 1910 was hij voor de Anti-Revolutionaire Partij lid van de Provinciale Staten van Friesland.
In 1906 liet hij door architect Johannes Petrus Hazeu een jugendstil-woning optrekken aan de Noorder Straatweg (nu Noorderbuurt 95) in Drachten. Wegens ziekte werd hij opgenomen in het Eudokiaziekenhuis in Rotterdam, waar hij op 65-jarige leeftijd overleed.
Hij werd op 30 augustus 1921 benoemd tot Ridder in de Orde van Oranje-Nassau.